# NGA-nät
NGA-nät Next Generation Access Networks avser ett bredbandsnät som är snabbare än vad som kan uppnås i dagens kopparnät. En enhetlig definition gällande kraven på prestanda saknas, men ofta pratar man om en nedladdningskapacitet på minst 24 - 30 Mbit/s, och en "snabb" uppladdningshastighet. 